# Josten Vaidem
Josten Vaidem,, né le 23 août 1994 à Olustvere, est un coureur cycliste estonien.

## Biographie
En 2011, Josten Vaidem se classe deuxième du championnat d'Estonie de VTT cross-country chez les juniors (moins de 19 ans). L'année suivante, il est sélectionné en équipe nationale pour disputer la Course de la Paix juniors. Il commence ensuite à courir sur le circuit amateur français en 2013, sous les couleurs de l'EC Mayennaise.
En 2015, il évolue au sein de l'UC Aubenas. Il représente par ailleurs l'Estonie lors des manches de la Coupe des Nations U23, comme au championnat du monde espoirs (moins de 23 ans). À la fin de l'année, il devient champion d'Estonie de cyclo-cross espoirs.
En 2016, il prend une licence au club Charvieu-Chavagneux Isère Cyclisme. Entre 2017 et 2018, il progresse au Vulco-VC Vaulx-en-Velin, en région lyonnaise. Il court également au Team Crédit Mutuel-Garage Premier-Fewoss en 2019, dans le territoire de la Martinique.
Depuis 2021, il se consacre davantage au VTT. Dans cette discipline, il devient à deux reprises champion national d'Estonie chez les élites.

## Palmarès en VTT

### Championnats nationaux
- 2011
  - 2e du championnat d'Estonie de cross-country juniors
- 2021
  -  Champion d'Estonie de cross-country marathon
- 2022
  -  Champion d'Estonie de cross-country
  - 3e du championnat d'Estonie de cross-country short circuit
  - 3e du championnat d'Estonie de cross-country marathon
- 2023
  - 2e du championnat d'Estonie de cross-country marathon
  - 2e du championnat d'Estonie de cross-country
- 2024
  - 2e du championnat d'Estonie de cross-country
  - 3e du championnat d'Estonie de cross-country short circuit

## Palmarès sur route

### Par année
- 2015
  - 2e de la Ronde de la Sainte-Hermentaire
  - 2e de la Nocturne de la Sainte-Madeleine
  - 3e du Grand Prix de Vence
- 2025
  - Järva-Jaani Rattapäev

### Classements mondiaux
| Année                                 | 2016  | 2017 | 2018 | 2019  |
| ------------------------------------- | ----- | ---- | ---- | ----- |
| Classement mondial                    | 2473e | nc   | nc   | 2911e |
| UCI Europe Tour                       | 1640e | nc   | nc   | 1798e |
|                                       |       |      |      |       |
| Légende : nc = non classéSource : UCI |       |      |      |       |

## Palmarès en cyclo-cross
- 2015-2016
  -  Champion d'Estonie de cyclo-cross espoirs
- 2019-2020
  - 3e du championnat d'Estonie de cyclo-cross